# Thành cổ Núi Thành
Thành cổ Núi Thành là một tòa thành cổ tại tỉnh Hà Tĩnh

## Di tích
Tòa thành cổ tọa lạc tại thôn Liên Thành, xã Cẩm Thạch, huyện Cẩm Xuyên, tỉnh Hà Tĩnh. Dấu tích còn lại của thành là ngọn núi có đá lẫn có chiều cao so với mặt ruộng xung quanh từ 2 đến 10m, được người dân địa phương gọi là "núi thành".
Về việc xây thành, có nhiều giả thiết khác nhau như thành được xây dựng vào thời nhà Hồ hay thời Trịnh-Nguyễn phân tranh.